# The Standells
The Standells est un groupe américain de garage rock, originaire de Los Angeles, en Californie. Leur plus grand succès est la chanson Dirty Water en 1966. Le groupe se sépare en 1968, puis revient dans les années 1980. Le dernier album studio en date, Bump, est publié en 2013.

## Historique

### Années 1960

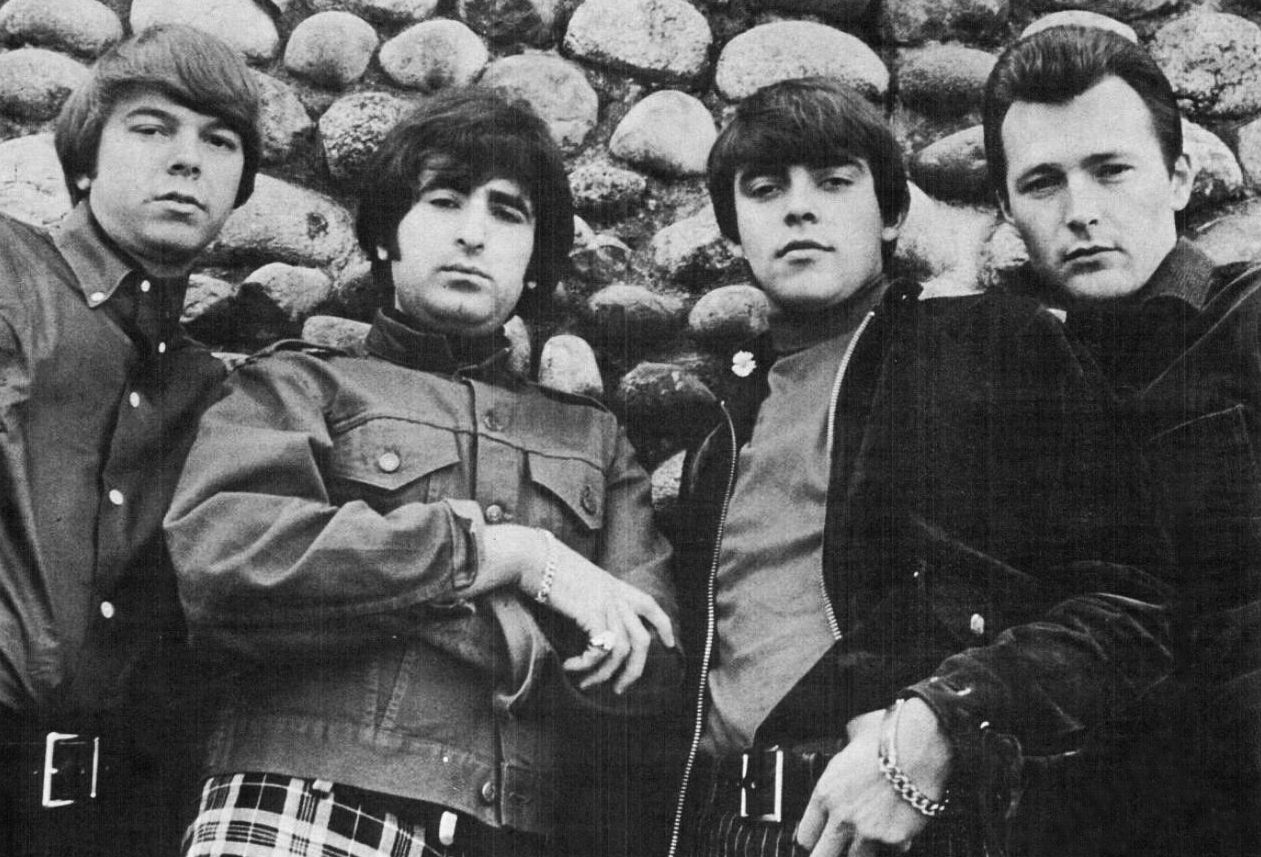
The Standells en 1966.

Les Standells se forment en 1962 par le chanteur et claviériste Larry Tamblyn, aux côtés du guitariste Tony Valentino (aka Emilio Bellissimo), de la bassiste Jody Rich et du batteur Benny King (aka Hernandez). Les Standells commencent par reprendre des standards du rhythm and blues dans les clubs de Los Angeles, où ils enregistrent quelques 45 tours qui passent inaperçus. Ils sont pris en main en 1965 par le producteur Ed Cobb qui leur fait adopter un look de rebelles. Ils deviennent en effet un des groupes de garage rock les plus violents de Californie.
Le nom des Standells est initié par Larry Tambly, dérivé du mot anglais standing (comme dans la phrase standing around booking agents' offices trying to get work ; littéralement « harceler les agences de booking pour avoir du travail » en français). Au début de 1962, le batteur Benny King se joint au groupe et, sous le nom des Standels, jouent leur premier concert à performance à Honolulu au Oasis Club. Après plusieurs mois, Rich et King quittent le groupe. Tamblyn endosse alors le rôle de chef. Lui et Valentino reforment les Standels, recrutant le bassiste Gary Lane et le batteur Gary Leeds, plus tard connu sous le nom de Gary Walker des Walker Brothers. Plus tard dans l'année, le groupe allonge son nom en Larry Tamblyn and the Standels. En 1963, un « L » supplémentaire est ajouté et, sous le nom de Larry Tamblyn and the Standells, le groupe enregistre You'll Be Mine Someday/Girl In My Heart pour Linda Records (publié en 1964). Plus tard dans l'année, le groupe devient officiellement The Standells. Après avoir signé avec le label Liberty Records en 1964, Leeds quitte le groupe est remplacé par Dick Dodd. Dodd est un ancien Mouseketeer.
En 1966, Cobb compose Dirty Water, une chanson sur Boston, ville où le groupe n'a jamais mis les pieds. Malgré tout, les Standells décrochent un premier hit avec ce titre qui se classe à la onzième place des charts américains. Ils retrouvent aussi le chemin du succès avec les deux singles suivant : Sometimes Good Guys Don't Wear White et Why Pick on Me. Mais tiraillés par les changements de direction et les départs successifs, ils n'arrivent plus à séduire le public. Dirty Water est exhumée en 1972 par Lenny Kaye qui l'incorpore dans la compilation Nuggets: Original Artyfacts from the First Psychedelic Era, 1965-1968. Ce titre est repris par les Inmates en 1979. Sometimes Good Guys Don't Wear White sera repris par Minor Threat et The Cramps.

### Retours
Dans les années 1980, Dodd, Tamblyn et Valentino jouent quelques concert avec Fleshtone. En 1984, les Standells jouent au Club Lingerie on Sunset à Los Angeles.
À la fin des années 1980, les Standells, aux côtés de Tamblyn et Valentino, enregistrent et publient un single indépendant, 60's Band. En 1999, the Standells, avec Dodd, Valentino, Tamblyn, et le bassiste Peter Stuart, apparaissent au festival Cavestomp de New York, et leurs performances sont enregistrées pour l'album live Ban THIS!. Entre 2004 et 2007, participe à plusieurs événements sportifs de Boston. En 2006, le groupe poursuit Anheuser Busch en justice, après que la société a utilisée Dirty Water dans une publicité pour une bière sans permission.
En septembre 2012, Dick Dodd rejoint brièvement le groupe, et participe au Monterey Summer of Love "45 Years On" ce même mois,. Le 9 août 2013, ils publient un nouvel album, Bump, chez GRA Records. Dodd ne participe pas à l'album. En juin, Dodd se sépare de nouveau des Standells pour des raisons personnelles. Le groupe (sans Dodd) participe au Satellite Club de Los Angeles, Californie, le 9 août, au Adams Ave. St. Fair, San Diego, Californie, le 28 septembre, et au Ponderosa Stomp de La Nouvelle-Orléans, en Louisiane, le 5 octobre 2013. La même année, Dick Dodd meurt le 29 novembre 2013.
The Standells terminent une tournée nationale effectuée entre le 27 avril et le 21 mai 2014. Il s'agit de leur première plus grande tournée américaine depuis les années 1960. Le groupe joue à Parme, en Italie, le 5 juillet, au Festival Beat, et revient en Californie pour le Tiki Oasis le 17 août 2014. L'ancien membre, Gary Lane (Gary McMillan) meurt le 5 novembre 2014, d'un cancer du poumon, à l'âge de 76 ans.
John « Fleck » Fleckenstein meurt le 18 octobre 2017 des complications d'une leucémie. Il était un cinématographe notable.

## Discographie

### Albums studio
- 1964 : The Standells in Person at P.J.'s.
- 1966 : Dirty Water
- 1966 : Why Pick on Me Sometimes Good Guys don't Wear White
- 1967 : The Hot Ones!
- 1967 : Try It
- 2013 : Bump

### Compilations
- 1967 : Riot on Sunset Strip (bande originale du film du même nom)
- 1980 : Best of the Standells (Rhino Records)
- 1981 : Rarities
- 1990 : Live and Out of Sight
- 2000 : Ban this! (enregistré en 1999)
- 2001 : The Live Ones (enregistré en 1967)